# 坎農斯堡 (密西西比州)
坎農斯堡（英語：Cannonsburg）是位於美國密西西比州傑佛遜縣的非建制地區。

## 地理
坎農斯堡所處的海拔為高於海平面84米（即276英呎），而該地所採用的時區為UTC-6，即北美中部時區（CST）。同時該地設有夏令時間，為UTC-6調快一小時，即UTC-5（CDT）。